# Montlouis
Montlouis ist eine französische Gemeinde mit 110 Einwohnern (Stand: 1. Januar 2022) im Département Cher in der Region Centre-Val de Loire; sie gehört zum Arrondissement Saint-Amand-Montrond und zum Kanton Châteaumeillant. 

## Geographie
Montlouis liegt etwa 31 Kilometer südsüdwestlich von Bourges. Umgeben wird Montlouis von den Nachbargemeinden Villecelin im Nordwesten und Norden, Venesmes im Norden und Nordosten, Saint-Symphorien im Osten, Ineuil im Südosten und Süden, Lignières im Südwesten sowie La Celle-Condé im Westen.

## Bevölkerungsentwicklung
| Jahr                       | 1962 | 1968 | 1975 | 1982 | 1990 | 1999 | 2008 | 2019 |
| Einwohner                  | 211  | 180  | 132  | 124  | 111  | 120  | 114  | 109  |
| Quellen: Cassini und INSEE |      |      |      |      |      |      |      |      |

## Sehenswürdigkeiten
- Kirche Saint-Martin aus dem 12./13. Jahrhundert, seit 1926 Monument historique

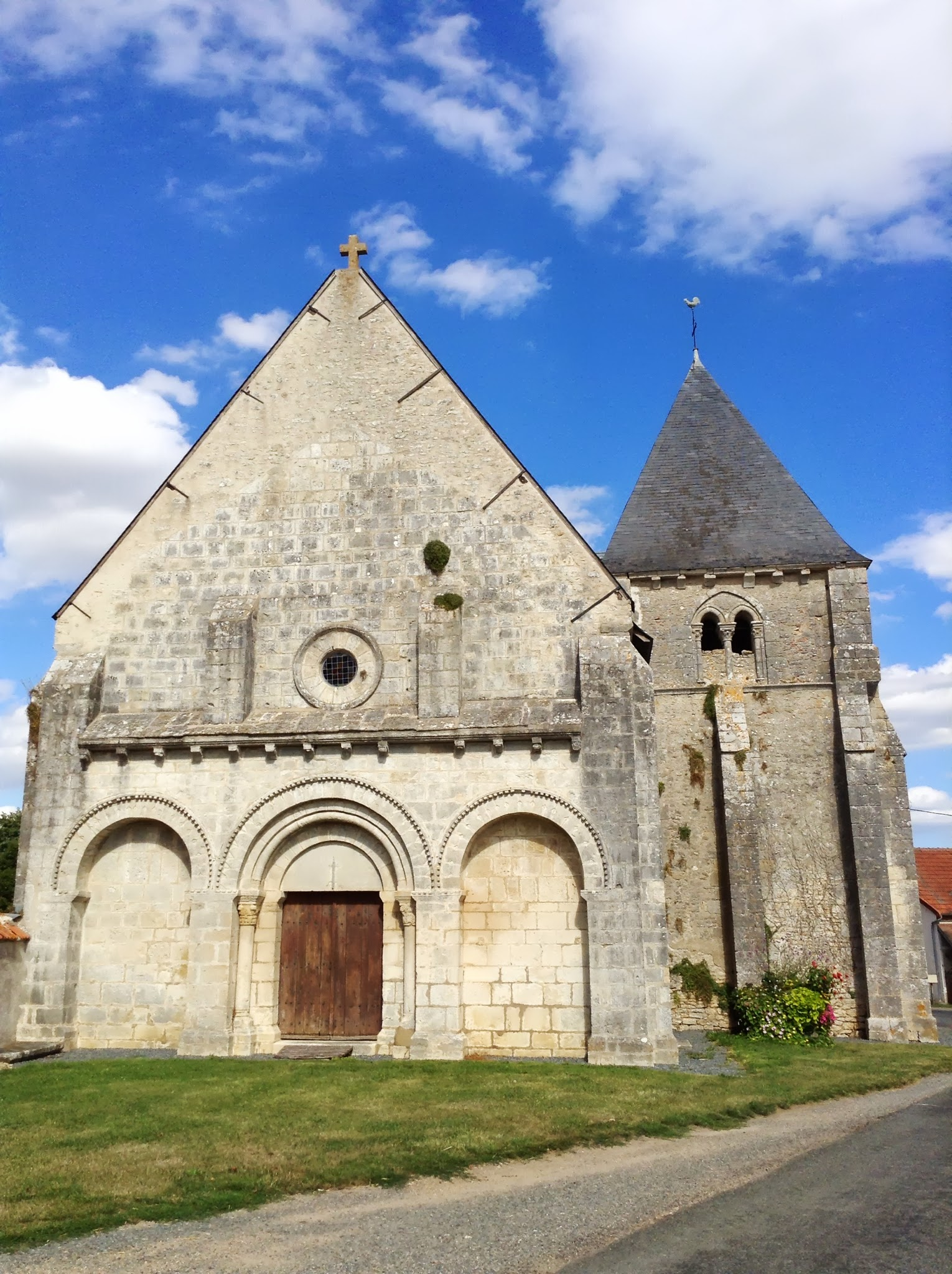
Kirche Saint-Martin